# Moravia (Iowa)
Moravia és una població dels Estats Units a l'estat d'Iowa. Segons el cens del 2000 tenia 713 habitants.

## Demografia
Segons el cens del 2000, Moravia tenia 713 habitants, 317 habitatges, i 206 famílies. La densitat de població era de 237,3 habitants/km².
Dels 317 habitatges en un 27,4% hi vivien nens de menys de 18 anys, en un 49,5% hi vivien parelles casades, en un 11,4% dones solteres, i en un 35% no eren unitats familiars. En el 31,9% dels habitatges hi vivien persones soles el 20,8% de les quals corresponia a persones de 65 anys o més que vivien soles. El nombre mitjà de persones vivint en cada habitatge era de 2,25 i el nombre mitjà de persones que vivien en cada família era de 2,79.
Per edats la població es repartia de la següent manera: un 23,3% tenia menys de 18 anys, un 9,5% entre 18 i 24, un 21,2% entre 25 i 44, un 22,7% de 45 a 60 i un 23,3% 65 anys o més.
L'edat mitjana era de 42 anys. Per cada 100 dones de 18 o més anys hi havia 79,3 homes.
La renda mitjana per habitatge era de 26.042 $ i la renda mitjana per família de 29.231 $. Els homes tenien una renda mitjana de 26.250 $ mentre que les dones 17.212 $. La renda per capita de la població era de 15.821 $. Entorn del 7,6% de les famílies i el 13,8% de la població estaven per davall del llindar de pobresa.

## Poblacions més properes
El següent diagrama mostra les poblacions més properes.